# Tomas Pettersson
Tomas Rune Pettersson (Vårgårda, 15 de mayo de 1947) es un deportista sueco que compitió en ciclismo en la modalidad de ruta, aunque también disputó carreras de pista. Sus hermanos Erik, Gösta y Sture también compitieron en ciclismo
Participó en los Juegos Olímpicos de México 1968, obteniendo una medalla de plata en la prueba de contrarreloj por equipos y el séptimo lugar en la carrera de ruta.
Ganó tres medallas de oro en el Campeonato Mundial de Ciclismo en Pista entre los años 1967 y 1969.
En pista obtuvo una medalla de bronce en el Campeonato Mundial de Ciclismo en Pista de 1968, en la prueba de persecución por equipos.

## Medallero internacional

### Ciclismo en ruta
| Juegos Olímpicos   | Juegos Olímpicos           | Juegos Olímpicos | Juegos Olímpicos             |
| Año                | Lugar                      | Medalla          | Competición                  |
| ------------------ | -------------------------- | ---------------- | ---------------------------- |
| 1968               | Ciudad de México ( México) | Medalla de plata | Contrarreloj por equipos     |
| Campeonato Mundial |                            |                  |                              |
| Año                | Lugar                      | Medalla          | Competición                  |
| 1967               | Heerlen ( Países Bajos)    | Medalla de oro   | Contrarreloj por equipos (A) |
| 1968               | Montevideo ( Uruguay)      | Medalla de oro   | Contrarreloj por equipos (A) |
| 1969               | Brno ( Checoslovaquia)     | Medalla de oro   | Contrarreloj por equipos (A) |

### Ciclismo en pista
| Campeonato Mundial | Campeonato Mundial    | Campeonato Mundial | Campeonato Mundial          |
| Año                | Lugar                 | Medalla            | Competición                 |
| ------------------ | --------------------- | ------------------ | --------------------------- |
| 1968               | Montevideo ( Uruguay) | Medalla de bronce  | Persecución por equipos (A) |